# John Billings
John Billings (Melbourne, 5 marzo 1918 – Richmond, 1º aprile 2007) è stato un medico australiano, pioniere del metodo naturale di pianificazione familiare noto come Billings Ovulation Method.
John Billings e sua moglie, Evelyn Livingston Billings (nata Thomas; 8 febbraio 1918 – 16 febbraio 2013), sono stati medici australiani pionieri del metodo naturale di pianificazione familiare noto inizialmente come Ovulation Method, poi Ovulation Method Billings, specificato dall'OMS nel 1978 e infine come Billings Ovulation Method.

## Biografia
John Billings nacque a Melbourne e studiò allo Xavier College e all'Università di Melbourne dove ha conseguì il dottorato in medicina.
Nel 1953 iniziò a lavorare su un metodo di pianificazione familiare naturale, che prevedeva l'osservazione di diversi indicatori di fertilità e infertilità, concentrandosi gradualmente sui cambiamenti nei modelli di sensibilità del muco cervicale. Sua moglie, Evelyn, fu coinvolta nel 1963. La coppia ha fondato l'Organizzazione Mondiale del Metodo di Ovulazione Billings (WOOMB) come organismo responsabile dell'insegnamento del metodo in tutto il mondo.
Anche se Billings mantenne la sua carriera come neurologo consulente al St Vincent's Hospital, lui e sua moglie trascorrevano gran parte di ogni anno viaggiando in altri paesi e formando insegnanti nel metodo di ovulazione di Billings, tenendo conferenze a medici e studenti e istituendo centri di insegnamento. Il Metodo introdotto dai Billings è stato approvato sia dalla Chiesa Cattolica che utilizzato dall'Organizzazione Mondiale della Sanità. Era l'unico metodo naturale accettato dal governo cinese.

### Onorificenze
Nel 1969, John Billings è stato nominato Cavaliere Commendatore dell'Ordine di San Gregorio Magno (KCSG) da Papa Paolo VI. Nel 2003, Papa Giovanni Paolo II ha aggiunto una stella a questo cavalierato papale (KC*SG). Nel 1991 è stato insignito dell'onorificenza di Membro dell'Ordine dell'Australia.

### Morte
John Billings è morto, all'età di 89 anni, il 1º aprile 2007, in un centro di assistenza per anziani di Richmond (Victoria), lasciando la moglie, i figli e la numerosa famiglia allargata.